# Wiscasset
Wiscasset är en kommun (town) i Lincoln County i delstaten Maine, USA med 3 742 invånare (2020). Den har enligt United States Census Bureau en area på totalt 71,64 km² varav 7,85 km² är vatten. Wiscasset är administrativ huvudort (county seat) i Lincoln County.  